# Rur

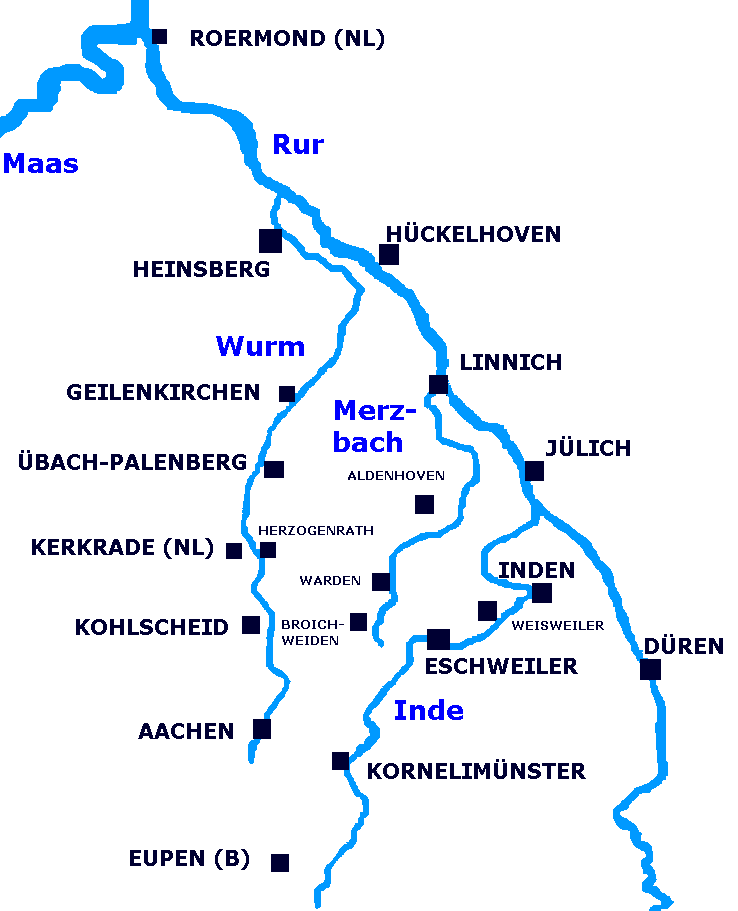
Karta

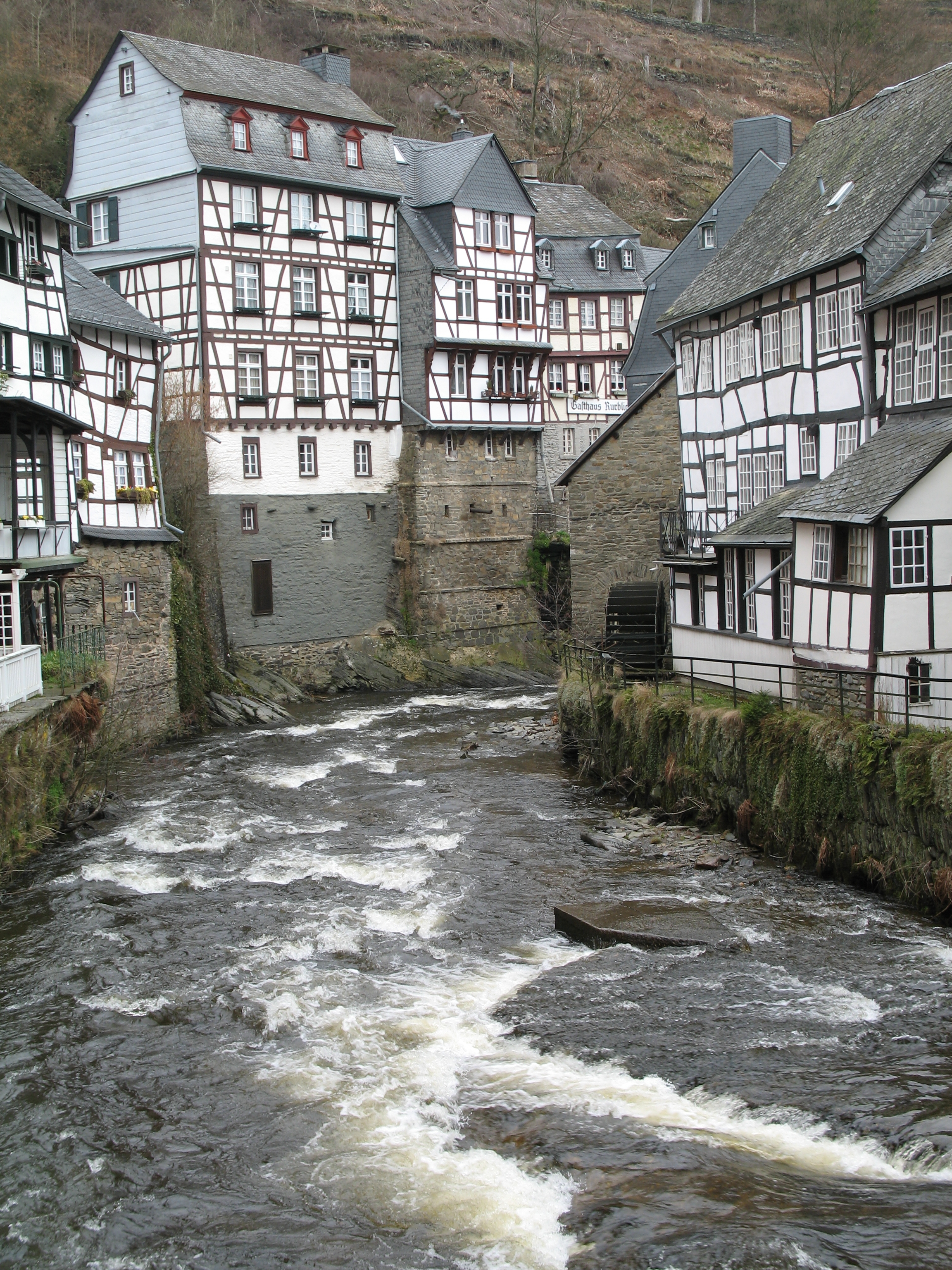
Rurs lopp genom orten Monschau

Rur (nederländska: Roer) är en biflod till Maas i Västeuropa. Den flyter genom Belgien, Tyskland och Nederländerna, och mynnar vid Roermond i Maas.